# Ernst Albrecht (político)
Ernst Karl Julius Albrecht (29 de junio de 1930, Heidelberg - 13 de diciembre de 2014, Burgdorf (Hannover)) fue un político alemán miembro de la Unión Demócrata Cristiana de Alemania (CDU). 
Después de trabajar en las instituciones europeas en Bruselas, fue elegido en 1970 para el Landtag de Baja Sajonia. Seis años más tarde fue elegido para el cargo de Ministro-Presidente del Estado Federado tras la división de la coalición gobernante.
A partir de 1978, gobernó solo con la mayoría absoluta de la CDU. Obligado a gobernar con los liberales después de las elecciones de 1986, no pudo mantener su puesto en las elecciones de 1990. Luego se retiró de la política.
Su hija Ursula von der Leyen fue elegida como presidenta de la Comisión Europea (CE) para el periodo 2019-2024, y reelegida para la legislatura 2024-2029.